# O. Panneerselvam

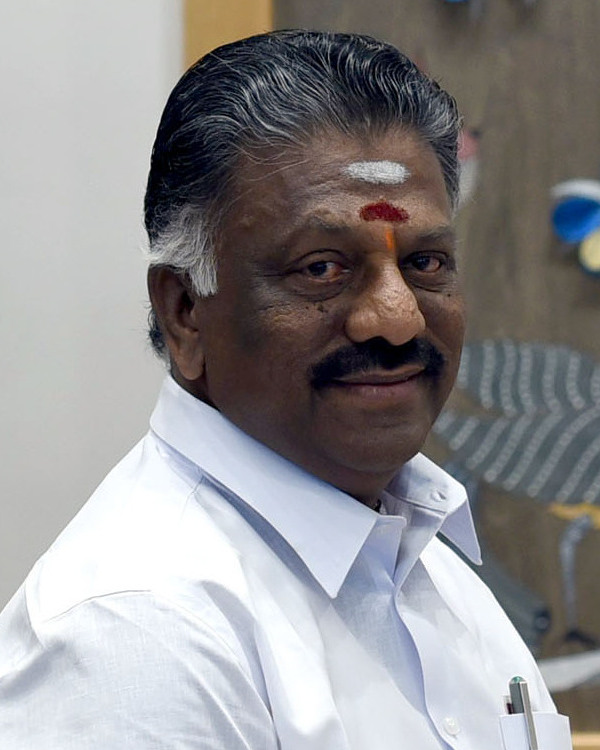
O. Panneerselvam (2017)

O. Panneerselvam (Ottakara Thevar Panneerselvam, Tamil: ஓ. பன்னீர்செல்வம் Ō. Paṉṉīrcelvam [ˈpanːiːrˌselʋʌm]; * 14. Januar 1951 in Periyakulam) ist ein indischer Politiker der Regionalpartei All India Anna Dravida Munnetra Kazhagam (AIADMK). Er ist seit August 2017 Finanzminister des Bundesstaates Tamil Nadu im Kabinett Edappadi K. Palaniswamis. Zuvor war er dreimal (2001–2002, 2014–2015 und 2016–2017) jeweils für wenige Monate Chief Minister (Regierungschef) des Bundesstaates Tamil Nadu. Außerdem war er von 2001 bis 2006 und von 2011 bis 2016 Minister in der Regierung Tamil Nadus unter J. Jayalalithaa.
O. Panneerselvam galt als Loyalist der langjährigen AIADMK-Parteiführerin J. Jayalalithaa. Er vertrat Jayalalithaa zwei Mal im Amt des Chief Ministers, als diese wegen Korruptionsvorwürfen zwischenzeitlich aus dem Amt enthoben wurde. Nach dem Tod Jayalalithaas folgte er dieser ein drittes Mal ins Amt, verlor aber bald einen parteiinternen Machtkampf um das Amt des Chief Ministers an Edappadi K. Palaniswami.

## Biografie

### Hintergrund und politischer Aufstieg
O. Panneerselvam wurde am 14. Januar 1951 in der Stadt Periyakulam im Distrikt Theni im Süden Tamil Nadus geboren. Er ist Hindu und gehört zur Kaste der Thevar, die im Süden Tamil Nadus numerisch stark vertreten ist. Seine Ausbildung schloss Panneerselvam mit einem Bachelor of Arts ab. Von Beruf ist er Landwirt. Panneerselvam ist verheiratet und hat drei Kinder.
Seine politische Karriere begann O. Panneerselvam in der Kommunalpolitik. Von 1996 bis 2001 war er Bürgermeister seiner Heimatstadt Periyakulam. Im Jahr 2001 wurde er erstmals für die AIADMK in das Parlament von Tamil Nadu gewählt. Bei den folgenden Wahlen 2006 und 2011 schaffte er den Wiedereinzug. Obwohl er als Parlamentsneuling über keine größere politische Erfahrung verfügte, erhielt er im Mai 2001 im Kabinett der Regierungschefin J. Jayalalithaa das wichtige Amt des Finanzministers.

### Erste Amtszeit als Chief Minister (2001–2002)
Im September 2001 erklärte das Oberste Gericht die Amtseinführung Jayalalithaas für ungültig, weil sie wegen Korruption vorbestraft war, und setzte sie als Regierungschefin ab. Als neuer Chief Minister wurde überraschend O. Panneerselvam bestimmt. Mit dem unerfahrenen Panneerselvam wählte Jayalalithaa einen loyalen Nachfolger ohne eigene Machtbasis in der Partei, der somit ihrem Machtanspruch nicht gefährden konnte. So erklärte Panneerselvam auch willfährig, das Arrangement sei nur provisorisch, bis Jayalalithaa wieder ins Amt zurückkehren könne. Während seiner Amtszeit trug er stets gut sichtbar ein Porträt Jayalalithaas in seiner Hemdtasche. Nachdem Jayalalithaa von den Korruptionsvorwürfen entlastet worden war, trat Panneerselvam am 24. Februar 2002 sogleich als Chief Minister zurück und machte so den Weg für Jayalalithaas Rückkehr ins Amt frei. Für den Rest der Legislaturperiode übernahm Panneerselvam das Amt des Ministers für öffentliche Arbeiten, Prohibition, Verbrauchssteuern und Steuereinnahmen. Mit der Abwahl der AIADMK-Regierung bei der Wahl 2006 büßte er seinen Ministerposten wieder ein.

### Zweite Amtszeit als Chief Minister (2014–2015)
Nachdem die AIADMK bei den Parlamentswahlen 2011 wieder an die Macht zurückgekehrt war, berief Jayalalithaa Panneerselvam wieder als Finanzminister in ihr Kabinett. Im September 2014 wurde Jayalalithaa als Ergebnis eines lang andauernden Korruptionsprozesses zu einer Haftstrafe verurteilt und aus dem Amt enthoben. An ihrer Stelle wurde O. Panneerselvam am 29. September 2014 als Chief Minister Tamil Nadus vereidigt. Wie schon 2001 war die Auswahl Panneerselvams seiner schier bedingungslosen Loyalität gegenüber Jayalalithaa geschuldet. Bei seiner Amtseinführung demonstrierte Panneerselvam große Trauer über die Verurteilung Jayalalithaas und brach, wie auch mehrere der Kabinettsminister, während der Vereidigung in Tränen aus. Nach seinem Amtsantritt verzichtete Panneerselvam darauf, Jayalalithaas Büro zu beziehen oder ihren Sitzplatz im Plenarsaal einzunehmen. Im Dezember 2014 äußerte er vor dem Parlament, es sei Jayalalithaa, die die Regierung leite. Nachdem Jayalalithaa erneut von den Korruptionsvorwürfen freigesprochen worden war, kehrte sie am 23. Mai 2015 in das Amt des Chief Ministers zurück. Panneerselvam trat bereitwillig von dem Posten zurück und kehrte in das Amt des Finanzministers zurück.

### Dritte Amtszeit als Chief Minister (2016–2017)
Nachdem J. Jayalalithaa im September 2016 erkrankte und ihre Amtsgeschäfte nicht mehr wahrnehmen konnte, übernahm O. Panneerselvam kommissarisch die Leitung der Regierung. In gewohnter Manier präsentierte er sich als Loyalist Jayalalithaas. Bei jedem Kabinettstreffen stellte er demonstrativ ein Porträt Jayalalithaas vor sich auf. Am Abend des 5. Dezember 2016 verstarb Jayalalithaa. In den frühen Morgenstunden des 6. Dezember wurde Panneerselvam als ihr Nachfolger im Amt des Chief Ministers vereidigt.
Obwohl Jayalalithaas Tod ein riesiges Machtvakuum hinterließ, schien der Übergang nach dem Amtsantritt Panneerselvams zunächst geregelt abzulaufen. Zwei Monate nach Jayalalithaas Tod entbrannte aber ein heftiger Machtkampf zwischen Panneerselvam und Jayalalithaas Vertrauter V. K. Sasikala. Während Sasikala zu Jayalalithaas Lebzeiten beträchtlichen Einfluss auf deren Politik ausübte, aber stets nur im Hintergrund wirkte, strebte sie nun die Nachfolge Jayalalithaas an. Am 29. Dezember 2016 war sie zur Generalsekretärin (Parteichefin) der AIADMK bestimmt worden. Am 5. Februar reichte Panneerselvam mit Verweis auf „persönliche Gründe“ seinen Rücktritt ein und schlug Sasikala als seine Nachfolgerin vor. Nur zwei Tage später gab er aber an, zum Rücktritt gezwungen worden zu sein, und meldete seinen Anspruch auf das Amt des Chief Ministers an. Nachdem anfangs nicht klar war, welcher der beiden Kontrahenten die Unterstützung der AIADMK-Abgeordneten besitzen würde, und zudem die Entscheidung in einem Korruptionsverfahren gegen Sasikala ausstand, entschied sich C. Vidyasagar Rao, der Gouverneur Tamil Nadus, dem es obliegt, den Chief Minister einzusetzen, die weitere Entwicklung abzuwarten. Am 14. Februar 2017 bestätigte das Oberste Gericht Indiens in letzter Instanz die Verurteilung Sasikalas in dem gegen sie laufenden Korruptionsverfahren. Das Urteil bedeutet, dass sie für 10 Jahre kein öffentliches Amt mehr ausüben und damit in absehbarer Zeit nicht Chief Ministerin werden darf. Nach der Verurteilung Sasikalas rückte der bisherige Minister für öffentliche Arbeiten, Edappadi K. Palaniswami, an die Spitze der Sasikala-treuen Fraktion auf. Am 16. Februar 2017 setzte der Gouverneur Palaniswami als Chief Minister ein. Zwei Tage später gewann Palaniswami eine Vertrauensabstimmung im Parlament. Von 133 AIADMK-Abgeordneten stimmten 122 für Palaniswami und nur 11 für Panneerselvam.

### Parteispaltung und -wiedervereinigung
Der Machtkampf zwischen Palaniswami und Panneerselvam führte zu einer kurzzeitigen Spaltung der AIADMK in zwei Splittergruppen, die von Palaniswami geführte AIADMK (Puratchi Thalaivi Amma) und die von Panneerselvam geführte AIADMK (Amma). Nach sechs Monaten vereinigten sich die beiden Fraktionen im August 2017 aber wieder. Palaniswami behielt das Amt des Chief Ministers bei, während Panneerselvam zum Finanzminister stellvertretenden Chief Minister ernannt wurde.